# Cachoeira da Abdicação
A Cachoeira da Abdicação é uma cachoeira do rio São Manuel, estado do Mato Grosso.